# Ti dedico tutto
Ti dedico tutto è un singolo del cantautore italiano Biagio Antonacci, il primo estratto dall'album in studio Sapessi dire no e pubblicato il 9 marzo 2012.

## La canzone
Ti dedico tutto è stato scritto da Biagio Antonacci. Il singolo è stato pubblicato in versione digitale il 9 marzo 2012 con circa un mese d'anticipo rispetto alla pubblicazione dell'album. Viene presentato in anteprima televisiva alla trasmissione Panariello non esiste condotta da Giorgio Panariello e Nina Zilli, il 26 marzo 2012.

## Tracce
1. Ti dedico tutto – 3:24

## Classifiche
| Classifica (2012) | Posizione massima |
| ----------------- | ----------------- |
| Italia            | 8                 |